# راست (فلم)
راست (بالإنجليزية: Rust) هو فيلم غرب أمريكي قادم من إخراج جويل سوزا وبطولة أليك بالدوين، وترافيس فيميل، وفرانسيس فيشر وجنسن آكلز. في أكتوبر 2021 توقف تصوير الفيلم بسبب مقتل هاليانا هاتشينز عن طريق الخطأ بعد أن أطلق عليها أليك بالدوين النار من سلاح خلبي.